# Kosmos 2204
Kosmos 2204, ruski navigacijski satelit iz programa Kosmos.  Vrste je GLONASS (Uragan br. 56L).
Lansiran je 30. srpnja 1992. godine u 01:59 s kozmodroma Bajkonura (Tjuratama) u Kazahstanu. Lansiran je u srednju orbitu oko planeta Zemlje raketom nosačem Proton-K/DM-2 8K82K, razgonski blok DM-2, a s lansirne rampe (startnog kompleksa br. 81L). Orbita mu je 19.117 km u perigeju i 19.142 km u apogeju. Orbitna inklinacija mu je 64,88°. Spacetrackov kataloški broj je 22056. COSPARova oznaka je 1992-047-A. Zemlju je obilazio u 675,71 minutu. Pri lansiranju bio je mase 1400 kg, nazivne snage 1600 W.
GLONASS je izvorno osnovan radi lociranja sovjetskih civilnih zrakoplova, trgovačkih i ribarskih plovila. Signale su mu također koristili brojni američki prijamnici sustava GPS kao dopunu i osiguranje (backup). Sustav je imao 21 satelit u trima orbitnim ravninama, s trima backupima na orbiti. Svaki satelit imao je identifikacijski broj u utoru, koji je određivao njegovu orbitnu ravninu (1-8, 9-16, 17-24) i smještaj na ravnini. Bilo je 120 stupnjeva između svake od triju orbitnih ravnina, i 45 stupnjeva među satelitima unutar iste orbitne ravnine. Orbite su bile ugrubo kružne s nagibom od oko 64,8 stupnjeva, poluosi od 25.440 km te periodom od 11h 15m 44s.
Svaka svemirska letjelica iz ovog programa bila je troosovinski stabilizirana, mase oko 1.400 kg, nešto više od 1.250 kg izvornog modela. Promjer i visina satelitskog busa bila je oko 2,4 metra i 3,7 metara respektivno, s mrežom solarnih panela od 7,2 metra za stvaranje električne struje kapaciteta od 1,6 kW na početku rada. Krmena teretna struktura udomila je 12 primarnih antena za prijenose u pojasu L. Laserski kutno-kockasti reflektori bili su na satelitu radi pomoći u preciznom određenju orbite i geodetskih istraživanja. 
Lansirana su tri satelita u paketu. Dio dijelova otpao je tijekom misije, blok, prehodnik i sl. Vratili su se u atmosferu iz niske orbite, a blok je još u srednjoj orbiti.

## Vanjske poveznice
- N2YO.com Search Satellite Database
- Celes Trak SATCAT Format Documentation (engl.)
- Kunstman  Arhivirana inačica izvorne stranice od 12. kolovoza 2019. (Wayback Machine) Satellites in Orbit (engl.)